# ナンバースクール (宮城県)

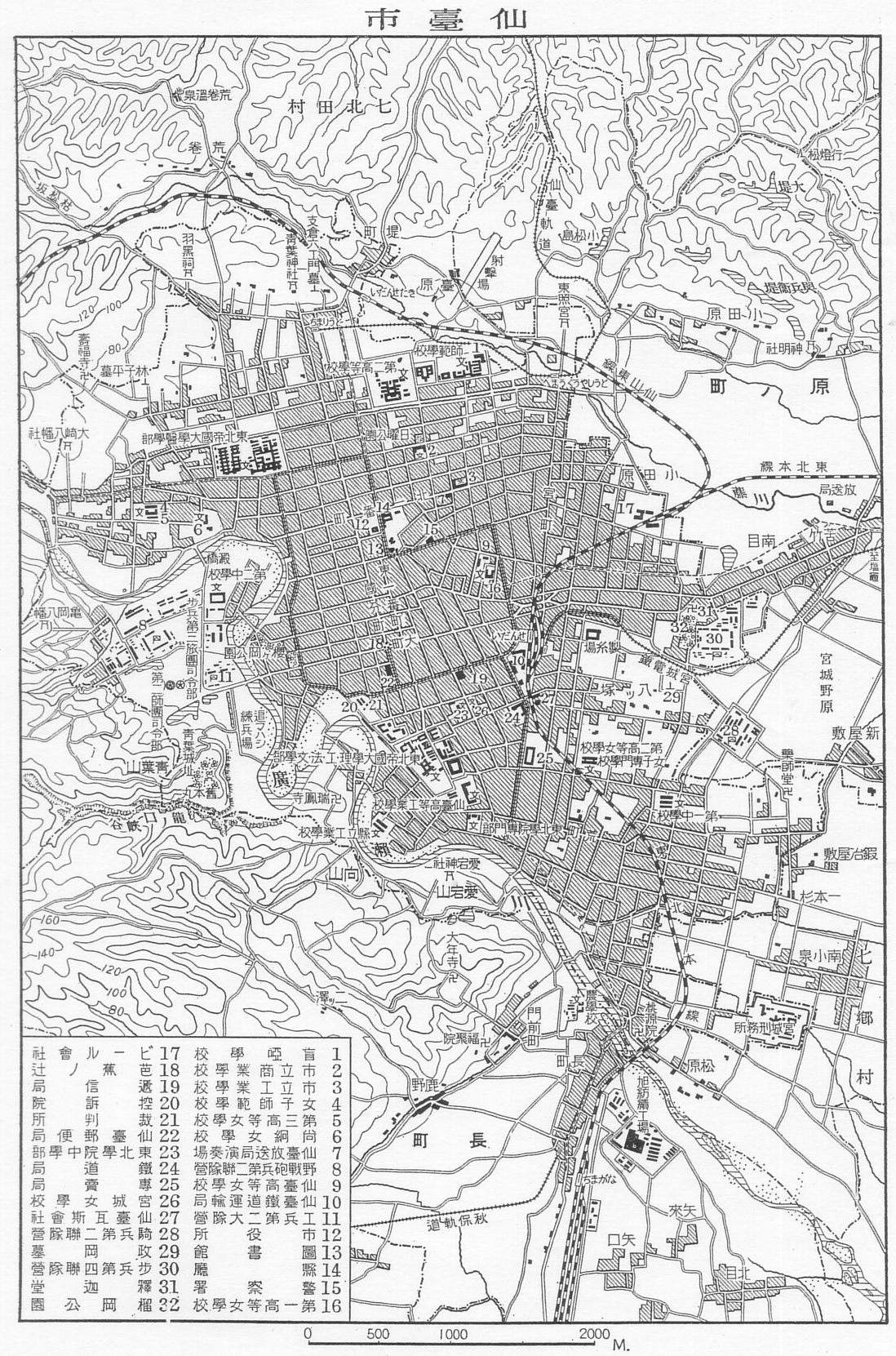
1927年（昭和2年）頃の仙臺市および近郊地図。
当時は、一高が「第一中學校」（校地は現在地）、二高が「第二中學校」（校地は現在地）、宮一が「第一高等女學校」（校地は現・東北電力本店ビル所在地）、二華が「第二高等女學校」（校地は現在地）、三桜が「第三高等女學校」（校地は現・宮一所在地）と称していた。なお、仙台三は高度経済成長期の創立のため存在していない。

宮城県におけるナンバースクールとは、県都である仙台市に立地し、校名に数字を冠し、明治時代に創立された県立旧制中学校・県立高等女学校の伝統を継承し、入学難易度・進学実績が高い、以下の4つの県立高等学校の通称である。
- 宮城県仙台第一高等学校

(宮城県仙台第一中学校〈旧制〉→ 現校名〈男子校〉→ 現校名〈共学校〉)
- 宮城県仙台第二高等学校

(宮城県仙台第二中学校〈旧制〉→ 現校名〈男子校〉→ 現校名〈共学校〉)
- 宮城県宮城第一高等学校

（宮城県第一高等女学校〈旧制〉→ 宮城県第一女子高等学校〈女子校〉→ 現校名〈共学校〉)
- 宮城県仙台二華中学校・高等学校

（宮城県第二高等女学校〈旧制〉→ 宮城県第二女子高等学校〈女子校〉→ 現校名〈共学の中高一貫校〉)
本記事では、基本としては上記の4校について述べ、必要に応じて、同様に校名に数字を冠する宮城県仙台第三高等学校（1963年〈昭和38年〉創立）、宮城県仙台三桜高等学校（1924年〈大正13年〉創立）の2校にも言及する。
なお、宮城県の県立高等学校の校名は「宮城県○○高等学校」であり、「宮城県立○○高等学校」ではない。

## 概要

### ナンバースクール4校の成立
太平洋戦争に敗れた大日本帝国（日本）は、1945年（昭和20年）に連合国に降伏して国家主権を喪失し、連合国軍最高司令官総司令部（GHQ）が日本の実質的な主権者となった。GHQによる、日本における学制改革（1946年）により、旧制の公立（主に都道府県立）中学校（男子校）／高等女学校（女子校）は、GHQの各地方軍政部によって強制的に男女共学の新制高等学校に転換された。
例外として、南東北の2県（宮城県・福島県）、北関東の3県（栃木県・群馬県・埼玉県）、計5県の公立中学校／高等女学校は、これら5県の教育関係者が地方軍政部に男女別学の維持を粘り強く訴え続けたことが功を奏し、男子校／女子校のまま新制高等学校に移行した。
その結果、仙台市内には、県立中学校から移行した県立男子校である宮城県仙台第一高等学校（一高）、宮城県仙台第二高等学校（二高）の2校、県立高等女学校から移行した県立女子校である宮城県第一女子高等学校（一女）、宮城県第二女子高等学校（二女）、宮城県第三女子高等学校（三女）の3校が所在することになった。また、高度経済成長期の1963年に、宮城県仙台第三高等学校（三高）が県立男子校として新設された。
※ カッコ内は仙台圏での通称。以下同じ。
上記、男子校の一高・二高、女子校の一女・二女の4校は、明治時代からの長い伝統、それに裏打ちされた権威を持ち、戦前・戦後を通じて、「入学難易度」「上級学校への進学実績」において高いレベルを維持しており、一高／二高のOB、一女／二女のOGであること自体も社会から評価されている。なお、一高と二女は近接しており（連坊地区）、二高と一女も近接している（二高がある川内地区と一女がある八幡地区は、広瀬川を挟んで向かい合っており、澱橋を渡って行き来できる）。2023年現在も、4校の校地は移動していない。
さらに、いわゆる学区制により、居住地によって受験できる県立高校が制限されていた時期には、「仙台北学区の男子トップは二高、女子トップは一女」「仙台南学区の男子トップは一高、女子トップは二女」を受験する以外の選択肢がない状況となり、4校がナンバースクールの地位を確立した。

### ナンバースクール4校の現在
その後、いわゆる学区制は、2010年の「全県一学区化」で撤廃され、宮城県内のどこに居住していても志望する県立高校を受験できる制度に変わっているが、ナンバースクール4校が別格に扱われる状況は概ね維持されている。
ある受験業者は、2023年現在の宮城県立高校の入学難易度を下記のように示している。
※ 太字はナンバースクール4校。一高、二高、二華の3校は普通科のみ。
（偏差値71）二高
（偏差値68）一高、宮一〈普通科〉、宮一〈理数科〉
（偏差値67）二華
（偏差値66）三高〈普通科〉、三高〈理数科〉、向山〈理数科〉
（偏差値65）向山〈普通科〉
※ 偏差値64以下は略。
一方で、ナンバースクール4校に、三高を加えた計5校を、宮城県の受験産業が「難関5校」「TOP5」「TOP校」などと扱う例もある。

#### ナンバースクールの範囲の揺れ
- 「校名に数字が付く県立高校（一高・二高・三高・宮一・二華・三桜）＝ナンバースクール6校」（事例[7]）

- 「校名に数字が付く県立高校 かつ 進学校（一高・二高・三高・宮一・二華）＝ナンバースクール5校」（事例[8]）

- 「校名に数字が付く県立高校 かつ 進学校 かつ 旧男子校（一高・二高・三高）＝ナンバースクール3校」（事例[9]）

と言及する事例も見られる。

### 県立高校の一律共学化、旧女子校の改称・改組
宮城県教育委員会による「県立高校の一律共学化」政策のもと、2007年（平成19年）度から2010年（平成22年）度にかけ、これら全ての学校は男女共学とされ、男子校であった3つの高校は校名を変更しなかったが、一女は宮城県宮城第一高等学校（宮一）、三女は宮城県仙台三桜高等学校（三桜）に改称、二女は中高一貫校である宮城県仙台二華中学校・高等学校（二華）に改組されたが、いずれの校名にも、改称・改組前と共通の数字が残された。
2018年度時点で、旧男子校3校における女子生徒の比率は大きく増加したが、旧女子校3校における男子生徒の比率は、中高一貫校の仙台二華を除き低いままである。そのため、共学化前と比べこれら6校に進学している男子生徒は激減し、女子生徒は著増した。
| 別学期（2006年度） | 別学期（2006年度） | 別学期（2006年度） | 共学化 年度 | 共学期（2018年度） | 共学期（2018年度） | 共学期（2018年度） | 共学期（2018年度） |
| 校名               | 定員               | 定員               | 共学化 年度 | 校名               | 定員               | 合格者数           | 合格者数           |
| 校名               | 男子               | 女子               | 共学化 年度 | 校名               | 定員               | 男子               | 女子               |
| ------------------ | ------------------ | ------------------ | ----------- | ------------------ | ------------------ | ------------------ | ------------------ |
| 仙台第一           | 320                | 0                  | 2010年度    | 従前と同じ         | 320                | 184                | 137                |
| 仙台第二           | 320                | 0                  | 2007年度    | 従前と同じ         | 320                | 186                | 134                |
| 仙台第三           | 320                | 0                  | 2009年度    | 従前と同じ         | 320                | 196                | 124                |
| 宮城第一女子       | 0                  | 280                | 2008年度    | 宮城第一           | 280                | 41                 | 239                |
| 宮城第二女子       | 0                  | 280                | 2010年度    | 仙台二華           | 240                | 91                 | 154                |
| 宮城第三女子       | 0                  | 280                | 2010年度    | 仙台三桜           | 280                | 22                 | 258                |
| 合計               | 960                | 840                |             |                    | 1760               | 720                | 1046               |
| 比率               | 53.3%              | 46.7%              |             |                    | 100.3%             | 40.9%              | 59.4%              |

## ナンバースクール4校
宮城県仙台第一高等学校
通称は「一高」（いちこう）もしくは「仙台一高」（せんだいいちこう）。1892年（明治25年）創立。男子校であったが、2010年度に共学化された。生徒会が2008年度に「一律共学化断固反対委員会」を設立するほど共学反対の声が非常に強く、共学化されてからも卒業生を中心に非難の声が絶えない。旧市街地の連坊地区にある。1892年、宮城県尋常中学校が開校したが、1900年に尋常中学校は宮城県仙台第一中学校と改称し、尋常中学校分校は仙台一中分校となった。旧一学区時（昭和20年代－昭和40年代）は進学実績で二高に大差をつけており、宮城県、ひいては東北6県・北海道における筆頭の進学校であった。二学区化時は、中部南学区（通称「南学区」）に属し、南学区では最難関進学校であった。東京大学合格者を現・浪合わせて年間5名前後輩出する。
宮城県仙台第二高等学校
通称は「二高」（にこう）もしくは「仙台二高」（せんだいにこう）。1900年（明治33年）創立。男子校であったが、2007年度に共学化された。旧市街地の川内地区にある。1900年に宮城県第二中学校が新設校として開校した。仙台一中の分校が独立したのではない。旧一学区化時は一高に次ぐ二番手の進学校に甘んじていた。二学区化時は、中部北学区（通称「北学区」）に属し、北学区のみならず宮城県内の筆頭の進学校であった。東京大学合格者を現・浪合わせて年間10人前後輩出する。
宮城県宮城第一高等学校
通称は「宮一」（みやいち）あるいは「宮城一高」（みやぎいちこう）、または女子校時代の校名を取った「一女」（いちじょ）。1897年（明治30年）創立。女子校であったが、2008年度に共学化され、現在の校名となった。理数科を設置している。旧市街地の八幡地区にある。創立時は仙台市高等女学校、その後宮城県に移管され、宮城県高等女学校を経て、宮城県第一高等女学校。戦後、宮城県第一女子高等学校となった。二学区化時は北学区に属しており、北学区の女子高、さらには宮城県内の女子高としては入学難易度・進学実績が最も高かった。
宮城県仙台二華中学校・高等学校
通称は「二華」（にか）あるいは「仙台二華」（せんだいにか）、または女子校時代の校名を取った「二女」（にじょ）。1904年（明治37年）創立。女子校であったが、2010年度に共学化され、中高一貫教育校に改組されて現在の名称となった。旧市街地の連坊地区にある。創立時は私立の東華高等女学校、その後宮城県に移管され、宮城県第二高等女学校。戦後、宮城県第二女子高等学校となった。二学区化時は南学区に属しており、南学区の女子高としては入学難易度・進学実績が最も高かった。東京大学合格者を現・浪合わせて年間5名前後輩出する。

## 交流

### 一高二高定期戦
1900年（明治33年）に始まる、一高と二高の硬式野球部定期戦は、東北楽天ゴールデンイーグルスの本拠地である楽天モバイルパーク宮城（総天然芝、3万1千人収容）で毎年春に盛大に開催され、マスコミが「杜の都の早慶戦」の一部始終を報道する。
他にも、一高と二高の間では様々な運動部の定期戦が存在する。

### 一女二女三女運動部定期戦（廃止）
2006年まで行われていた旧女子校三校運動部の定期戦。現在は行われていない。

### ソフトテニス定期戦
一高・二高・三高が参加しているソフトテニスの定期戦。現時点ではナンバースクール間の定期戦において三高が唯一参加している定期戦。三高はこの他の競技にも参加しようと一高・二高に働きかけているが、実現の見通しは立っていない。

## 独特の風習
- 部名（ぶめい）

宮城県下の旧女子校の風習。部活に入った新一年生は、上級生に部活内部で使用するあだ名（部名）を命名される。共学化した宮一の男子にも部名が命名されており、今なお存続している。

## 制服
一高・二高・宮一は、共学化以前から服装自由である。一方、二華は共学化以前・以後とも制服が定められている。

## その他
- 一女（現・宮一）、二女（現・二華）、三女（現・三桜）は、かつて仙台市民から「頭の一女、顔の二女、体の三女」と通称された[15]。「一女は頭が良い生徒が多く、二女はかわいい生徒が多く、三女は体育会系の生徒が多い」という意味[15]。